# Noble (album)
NOBLE – debiutancki album zespołu Versailles. Po raz pierwszy został wydany cyfrowo na 9 lipca 2008 wyłącznie na międzynarodowych sklepach muzycznych iTunes, a następnie w standardowej wersji CD 16 lipca.
Ten album został wydany w czterech różnych wersjach. Pierwsza jest to standardowa edycja japońska z 12 utworami i dodatkowym DVD zawierającym trzy teledyski. Europejska edycja wydana w tym samym dniu zawierała singiel The Revenant Choir jako bonus. Amerykańskie wydanie ukazało się w dniu 21 października 2009 r. i zawierało piosenkę Prince jako bonus. Japońska reedycja zawiera również Prince jako bonus, ale nie zawierała DVD.

## Lista utworów
Dysk pierwszy (CD)
| Nr  | Tytuł                                                                    | Autorzy tekstów | Muzyka     | Czas |
| --- | ------------------------------------------------------------------------ | --------------- | ---------- | ---- |
| 1.  | "Prelude"                                                                | Kamijo          | Kamijo     | 1:33 |
| 2.  | "Aristocrat's Symphony"                                                  | Kamijo          | Kamijo     | 6:15 |
| 3.  | "Antique in the Future"                                                  | Kamijo          | Kamijo     | 5:46 |
| 4.  | "Second Fear -Another Descendant-"                                       | Kamijo          | Teru       | 3:08 |
| 5.  | "zombie"                                                                 | Kamijo          | Teru       | 3:52 |
| 6.  | "After Cloudia"                                                          | Kamijo          | Hizaki     | 4:53 |
| 7.  | "windress"                                                               | Kamijo          | Hizaki     | 4:28 |
| 8.  | "The Revenant Choir"                                                     | Kamijo          | Versailles | 7:01 |
| 9.  | "To The Chaos Inside"                                                    | Kamijo          | Teru       | 3:14 |
| 10. | "SUZERAIN"                                                               | Kamijo          | Hizaki     | 4:20 |
| 11. | "History of the Other Side"                                              | Kamijo          | Hizaki     | 9:38 |
| 12. | "Episode"                                                                | Kamijo          | Kamijo     | 3:10 |
| 13. | "The Revenant Choir" (Original Version) (Bonus Track; europejska edycja) | Kamijo          | Versailles | 8:43 |
| 14. | "PRINCE" (Bonus Track; amerykańska edycja & japońska reedycja)           | Kamijo          | Hizaki     | 4:50 |

Dysk drugi (DVD, japońska & amerykańska edycja)
| Nr | Tytuł                               |
| -- | ----------------------------------- |
| 1. | "Prelude" (wideoklip)               |
| 2. | "Aristocrat's Symphony" (wideoklip) |
| 3. | "Episode" (wideoklip)               |

Dysk drugi (DVD, europejska edycja)
| Nr | Tytuł                               |
| -- | ----------------------------------- |
| 1. | "Aristocrat's Symphony" (wideoklip) |